# Junshan
Junshan är ett stadsdistrikt i Yueyang i Hunan-provinsen i södra Kina.